# 泉涌寺道
泉涌寺道（せんにゅうじみち）は、京都市東山区の東西の通りの一つで、本町通から東へ泉涌寺に至る。泉涌寺に至るまでに泉涌寺山門、および道の両側にいくつかの泉涌寺塔頭があり、毎年1月の第2月曜日（成人の日）には、これらの塔頭を巡りながら福笹に縁起物を付けていく「泉山七福神巡り」の行事が行なわれ、泉涌寺道は多くの人出で賑わい、時間帯により自家用車の通行規制が行われる。

## 沿道の主な施設
- 泉涌寺
- 雲龍院（泉涌寺別院）
- 悲田院（泉涌寺塔頭）
- 来迎院（泉涌寺塔頭）
- 善能寺（泉涌寺塔頭）
- 観音寺（泉涌寺塔頭）
- 新善光寺（泉涌寺塔頭）
- 法音院（泉涌寺塔頭）
- 戒光寺（泉涌寺塔頭）
- 即成院（泉涌寺塔頭）
- 泉山幼稚園（学校法人泉涌寺学園）
- 京都市立東山泉小中学校
- 京都市立日吉ヶ丘高等学校